# Polská lidová strana „Piast”

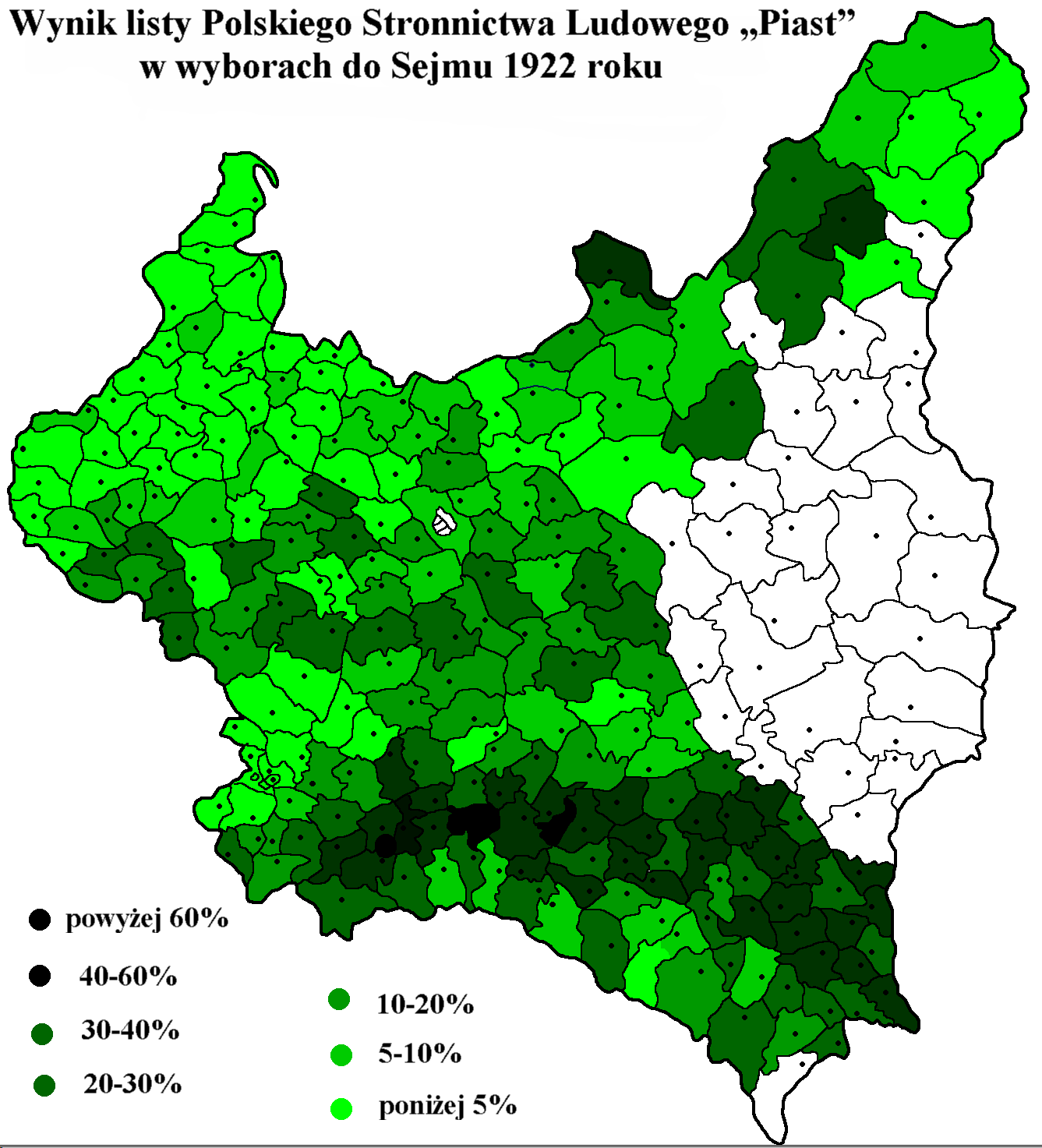
Výsledky voleb v roce 1922

Polská lidová strana „Piast” (polsky Polskie Stronnictwo Ludowe „Piast”, zkratka PSL „Piast”) byla politická strana působící na počátku 20. století mezi polskou populací Rakouska-Uherska, respektive Předlitavska, zejména v Haliči, později šlo o politickou stranu v meziválečném Polsku, jejíž voličská základna se již neomezovala jen na oblast Haliče.

## Historie
Vznikla v prosinci 1913 během rozkolu v Polské lidové straně, jejíž jedna část okolo týdeníku Piast se spojila s již dříve odštěpenou skupinou Polskie Stronnictwo Ludowe – Zjednoczenie Niezawisłych Ludowców a společně se zformovaly jako Polská lidová strana „Piast”. Během první světové války byla strana součástí střechové polské politické platformy Naczelny Komitet Narodowy. Po roce 1917 se sblížila s národními demokraty (Narodowa Demokracja).
Po vzniku samostatného polského státu v roce 1918 se strana rozšířila o další subjekty i z jiných částí dříve rozděleného Polska, čímž získala celostátní oporu. Ve 20. letech šlo o nejsilnější rolnickou politickou stranu v Polsku. V Sejmu se profilovala jako centristická síla. Byla opakovaně zastoupena ve vládních koalicích a její předseda Wincenty Witos byl třikrát polským premiérem. Měla značný vliv na rolnické a družstevní organizace. Mezi hlavní představitele strany patřili Jakub Bojko, Wincenty Witos, Maciej Rataj nebo Władysław Kiernik. Tiskovým orgánem byly listy Piast, Wola Ludu, Gazeta Ludowa, Włościanin nebo Gazeta Grudziądzka.
Když roku 1926 nastoupil autoritativní sanační režim, zaujala vůči němu strana opoziční stanovisko a roku 1929 přistoupila k bloku Centrolew. Roku 1930 byli její představitelé terčem pronásledování a zatýkání. Roku 1931 se Polská lidová strana „Piast” spojila se skupinou Polskie Stronnictwo Ludowe „Wyzwolenie” a Stronnictwo Chłopskie, čímž vznikla nová politická strana Stronnictwo Ludowe.